# Encyrtoidea
Encyrtoidea is een geslacht van vliesvleugeligen uit de familie Encyrtidae. De wetenschappelijke naam van dit geslacht is voor het eerst geldig gepubliceerd in 1923 door Girault.

## Soorten
Het geslacht Encyrtoidea omvat de volgende soorten:
- Encyrtoidea compressifemur (Girault, 1923)
- Encyrtoidea punctatifrons Girault, 1923